# Championnat de Belgique de football de deuxième division 2016-2017
Navigation
saison précédente saison suivante
Le Championnat de Belgique de football D2 2016-2017 est la centième édition du championnat de belge de Division 2, mais la première édition sous l'appellation « Division 1B».
À la suite d'une importante réforme de la structure pyramidale du football belge, le championnat, qui ne comporte dès lors plus que 8 clubs professionnels, se compose de deux périodes au cours desquelles les différentes formations s'affrontent en allers-retours. Au terme de la saison, les vainqueurs de chaque période s'affrontent et le gagnant est sacré champion de Division 1B et promu de Division 1A.
Par ailleurs, les trois formations les mieux classées du championnat au terme de la saison, à l'exception du champion, participent aux Playoffs 2 en compagnie de 9 formations de Division 1 A. Les quatre formations les moins bien classées du championnat jouent, quant à elles, les Play-down afin de déterminer le club, qui sera relégué à l'échelon inférieur.
Cette première édition de la nouvelle formule est marquée par une « anomalie » : vainqueur en termes de points sur l'ensemble de la phase classique, le Lierse, qui n'a remporté aucune période, ne peut disputer la finale. Celle-ci se joue entre le KSV Roeselare et le Royal Antwerp FC et est remportée par ce dernier.

## Critères de composition
Les clubs formant la première édition de cette « Division 1B » sont 7 des 17 clubs qui composaient la Proximus League 2015-2016, et plus exactement ceux ayant obtenu la « licence donnant accès à la D1B ».
Le huitième club est le 16e et dernier classé de la Jupiler Pro League 2015-2016.
Parmi les critères d'octroi de la licence pour jouer en Division 1B, citons:
- Avoir 17 joueurs sous contrat (avec le statut professionnel)
- Disposer d'un stade de minimum 8.000 places dont minimum 5.000 assises
- Disposer d'un éclairage de 800 LUX.

Dans un autre domaine, les clubs participant à la Division 1-B devraient percevoir 500,000 euro par saison provenant des droits télévisés du football professionnel.
Pour la saison 2018-2019, les critères d'obtention de licence dite D1A seront aussi d'application pour la D1B.

## Organisation

### Périodes et finale éventuelle
Cette division est jouée en deux périodes de 14 matchs par clubs (qui se rencontrent en matchs aller/retour). Un classement général final, regroupant les points des deux périodes, est établi sur 28 rencontres par club.
Si les deux périodes connaissent des vainqueurs différents, ceux-ci s'affrontent dans une finale aller/retour, dont le vainqueur est décrété "champion de Division 1B" et promu en Division 1A.
Évidemment, la montée en Division 1A/Jupiler Pro League (et donc la participation à l'éventuelle finale) est subordonnée à l'obtention de la licence obligatoire pour jouer en D1A. Si un des vainqueurs de période n'est pas en ordre de licence, c'est l'autre club qui est promu. "N'est pas en ordre" signifie "avoir demandé et se l'être vue refusée par une décision aura été coulée en force de chose jugée" (donc tous recours épuisés et refus).
Si les deux vainqueurs de période (ou celui qui aurait remporté les deux périodes) ne sont pas en ordre de licence pour la D1A, c'est alors le club (étant en ordre de licence) le mieux classé au classement général final qui est promu. Ces mesures restent identiques si un club désigné champion et annoncé promu n'est pas en ordre de licence ultérieurement, c'est-à-dire quand "la décision aura été coulée en force de chose jugée" (par exemple par la CBAS)

### Play-off 2
Au maximum, trois formations de Division 1B pourront participer aux "Play-off 2" en compagnie des clubs classés de la 7e à la 15e place de la Division 1A/Jupiler Pro League. Ces trois clubs sont les trois formations les mieux classées au classement général final de D1B (excepté le champion).
Mais ce nombre de « trois » ne doit pas nécessairement être atteint s'il n'y a pas suffisamment de clubs de D1B qui répondent aux conditions d'accès (avoir demandé une licence pour la D1A et que celle-ci n'ait pas été refusée, ne pas être interdit de transfert, disposer des infrastructures prévues pour la D1A à la date du 15 février précédent les Play-off 2.).

### Play-down
Des "Play-down", par matchs aller/retour, est organisé entre les quatre formations les moins bien classées au classement général final. L'équipe la moins bien classée de ces "Play-down" est reléguée en Division 1 Amateur si le champion de cette division est en ordre de licence pour monter en D1B.

## Clubs participants
| Club              | En Division 2 depuis | Classement 2015-2016 | Budget (en M€) | Entraîneur       | Depuis | Stade                | Capacité |
| ----------------- | -------------------- | -------------------- | -------------- | ---------------- | ------ | -------------------- | -------- |
| OH Louvain        | 2016                 | 16e (Division 1)     | 4,5            | Dennis Van Wijk  | 2017   | den Dreef (Eneco)    | 10 020   |
| Antwerp FC        | 2004                 | 3e                   | 6              | Wim De Decker    | 2016   | Bosuil               | 12 975   |
| AFC Tubize        | 2009                 | 4e                   | 2,5            | Régis Brouard    | 2016   | Edmond Leburton      | 8 100    |
| Cercle Bruges KSV | 2014                 | 5e                   | NC             | José Riga        | 2016   | Jan Breydel          | 29 062   |
| RU Saint-Gilloise | 2015                 | 6e                   | 2              | Marc Grosjean    | 2015   | Rou Baudouin         | 50 093   |
| Lierse SK         | 2014                 | 7e                   | NC             | Alfons Arts      | 2017   | Herman Vanderpoorten | 14 538   |
| Lommel United     | 2005                 | 8e                   | 1,4            | Tom Van Imschoot | 2016   | Soeverein            | 8 000    |
| KSV Roulers       | 2010                 | 9e                   | 4              | Arnauld Mercier  | 2016   | Schiervelde          | 9 461    |

### Changements d'entraîneur
Au terme de la 1re phase (soit 14 journées), quatre coaches ont déjà été remplacés.
| Club                 | Entraîneur                        | Date reprise      | Date licenciement |
| -------------------- | --------------------------------- | ----------------- | ----------------- |
| OH Louvain           | Emilio Ferrera Dennis van Wijk    | 19 janvier 2017   | 15 janvier 2017   |
| R. Antwerp FC        | Frederik Vanderbiest Davy Gevaert | 15 octobre 2016   | 10 octobre 2016 . |
| Cercle Brugge K. SV  | Vincent Euvrard José Riga         | 1er novembre 2016 | 31 octobre 2016 . |
| R. Union St-Gilloise | Marc Grosjean                     |                   |                   |
| K. Lierse SK         | Éric Van Meir Alfons Arts         | 20 janvier 2017   | 15 mars 2017      |
| K. SV Roeselare      | Arnauld Mercier                   |                   |                   |
| Lommel United        | Karel Fraeye Walter Meeuws        | 20 octobre 2016   | 20 octobre 2016   |
| AFC Tubize           | Thierry Goudet Régis Brouard      | 28 août 2016      | 17 août 2016 .    |

### Villes et stades
| OH Louvain                                   | Royal Antwerp FC                      | Cercle Bruges KSV                   | RU Saint-Gilloise                      |
| -------------------------------------------- | ------------------------------------- | ----------------------------------- | -------------------------------------- |
| Stade Eneco Capacité : 10 020                | Stade du Bosuil Capacité : 12 975     | Stade Jan Breydel Capacité : 29 062 | Stade Roi Baudouin Capacité : 50 093   |
|                                              |                                       |                                     |                                        |
| Lierse SK                                    | KSV Roulers                           | Lommel United                       | AFC Tubize                             |
| Stade Herman Vanderpoorten Capacité : 14 538 | Stade du Schiervelde Capacité : 9 461 | Stade Soeverein Capacité : 8 000    | Stade Edmond Leburton Capacité : 8 100 |
|                                              |                                       |                                     |                                        |

### Localisation des clubs
| \| Tubize CS Bruges Roeselare Lierse Lommel OH Leuven Antwerp Union SG \| Localisation des clubs engagés en Division 1-B 2016-2017 |
| Tubize CS Bruges Roeselare Lierse Lommel OH Leuven Antwerp Union SG                                                                |

## Résultats et classement
Légendes et abréviations
- Vainqueur d'une période et qualifié pour la finale annuelle éventuelle

 : Relégué de D1 en fin de saison 2015-2016

### Période 1
Cette période 1 s'est jouée du 5 août 2016 au 6 novembre 2016.
- Vainqueur: K. SV Roeselare
- Dernière mise à jour: 7 novembre 2016 à 11h15
- Prochaine journée: voir Phase 2

#### Classement Période 1
- Remarque: Montée en D1A, maintien ou descente sont conditionnés à l'octroi des licences concernées.

| Rang | Équipe               | Pts | J  | G | N | P | Bp | Bc | Diff |
| ---- | -------------------- | --- | -- | - | - | - | -- | -- | ---- |
| 1    | K. SV Roeselare      | 30  | 14 | 9 | 3 | 2 | 24 | 15 | +9   |
| 2    | K. Lierse SK         | 28  | 14 | 8 | 4 | 2 | 26 | 14 | +12  |
| 3    | R. Antwerp FC        | 20  | 14 | 5 | 5 | 4 | 19 | 17 | +2   |
| 4    | R. Union St-Gilloise | 18  | 14 | 5 | 3 | 6 | 22 | 23 | -1   |
| 5    | AFC Tubize           | 17  | 14 | 5 | 2 | 7 | 23 | 30 | -7   |
| 6    | OH Leuven            | 15  | 14 | 3 | 6 | 5 | 18 | 21 | -3   |
| 7    | Lommel United        | 13  | 14 | 3 | 4 | 7 | 20 | 27 | -7   |
| 8    | Cercle Brugge K.SV   | 12  | 14 | 3 | 3 | 8 | 18 | 26 | -8   |

##### Résultats des matchs de la Période 1
| Résultats (▼dom., ►ext.)                                   | ANT | CSB | OHL | LIE | LOM | ROE | USG | TUB |
| R. Antwerp FC                                              |     | 2-1 | 2-1 | 1-2 | 0-1 | 1-0 | 4-0 | 2-0 |
| Cercle Brugge K.SV                                         | 1-1 |     | 2-4 | 0-0 | 3-1 | 0-3 | 2-1 | 4-1 |
| OH Leuven                                                  | 1-1 | 2-0 |     | 0-1 | 2-2 | 1-1 | 0-3 | 0-1 |
| K. Lierse SK                                               | 2-0 | 2-0 | 2-2 |     | 0-2 | 0-2 | 2-1 | 5-1 |
| Lommel United                                              | 1-1 | 1-1 | 2-2 | 0-3 |     | 1-2 | 1-2 | 3-6 |
| K. SV Roeselare                                            | 2-1 | 2-1 | 2-2 | 2-2 | 2-0 |     | 2-1 | 1-0 |
| R. Union St-Gilloise                                       | 1-1 | 3-2 | 2-0 | 2-2 | 3-1 | 1-2 |     | 0-1 |
| AFC Tubize                                                 | 2-2 | 4-1 | 0-1 | 1-3 | 0-4 | 4-1 | 2-2 |     |
| - Victoire à domicile - Match nul - Victoire à l'extérieur |     |     |     |     |     |     |     |     |

##### Résumé
La toute première rencontre "Roulers-Lierse" se solde par un partage (2-2). Deux autres parties se terminent sur le même score. Le 4e duel est aussi sanctionné par un nul (1-1). La première journée est donc jouée "pour rien". Grâce à la différence de buts, Lommel United est le premier leader solitaire après un large succès (0-4) à Tubize. Dès le 17 août 2016, le club brabançon annonce la fin de la collaboration avec son entraîneur; le français Thierry Goudet en fonction depuis à peine 3 mois !
Lors de la 3e journée, Lommel conforte sa première place en s'imposant (0-1) à l'Antwerp. Le Cercle de Bruges (4) se replace en atomisant Tubize (1) (4-1) qui se retrouve bon dernier. Le 28 août 2016, durant le week-end consacré au 5e tour de la Coupe de Belgique, il est annoncé que le nouvel entraîneur des "Sang & Or" est le Français Régis Brouard (e.a. ex-Chamois Niortais). Le choc psychologique semble fonctionner chez les Tubiziens qui battent Roulers (4-1), à l'occasion de la 4e journée.
Lommel (8) subit son premier revers contre Roulers (1-2) pendant la 5e journée. Vainqueur à l'Antwerp (1-2), le Lierse est seul en tête avec 9 points. OH Leuven défait (0-1) par Tubize qui signe un 6 sur 6, est dernier et toujours sans victoire.
Avec une large victoire (5-1) devant Tubize, le Lierse (12) consolide sa première place devant l'Union (9) qui a battu Lommel (3-1). Toujours pas de victoire, pour OHL qui partage contre l'Antwerp (1-1).
À mi-parcours de la "Phase 1", le Lierse (vainqueur 0-3 à Lommel) s'est détaché avec 4 unités de mieux que Roulers qui a battu (2-1) l'Union désormais troisième. OH Louvain remporte son premier succès (2-4) au Cercle Bruges.
Le second tour de la "phase 1" débute par la première défaite (0-2) du Lierse (15), à domicile, contre Roulers (14). Les 8 formations restent groupées sur 7 unités (de 15 à 8).
À l'occasion de la 9e journée disputée en semaine, Roulers passe seul la tête en gagnant (2-0) contre Lommel alors que le Lierse est accroché (0-0) au Cercle de Bruges. Mais le week-end suivant, Roulers partage alors que le Lierse bat l'Antwerp (2-0) et repasse en tête du classement.
À l'issue de la Journée no 10, mécontente des résultats enregistrés, la direction de l'Antwerp remercie son entraîneur Frederik Vanderbiest et son adjoint. Quelques jours plus tard, le nouveau coach du "Great Old" est connu, il s'agit de Davy Gevaert qui avait déjà dirigé l'équipe lors de la saison précédente. Dans le même temps, la direction anversoise recrute John Bico (qui quitte donc le White Star Bruxelles) comme "Directeur sportif".
Lors de l'avant-dernière journée, en s'imposant aisément (0-3) au Cercle de Bruges, Roulers reprend les commandes car le Lierse est battu à domicile, par Lommel (0-2).
Lors de la 14e journée, bien que mené par l'Antwerp, Roulers retourne la situation, s'impose (2-1) et s'assure le gain de la "Phase 1".

### Période 2
Cette période 2 est jouée du 11 novembre 2016 au 27 février 2017.
- Vainqueur: R. Antwerp FC
- Dernière mise à jour: le 27/02/2017 à 19h30.

#### Classement Période 2
- Remarque: Montée en D1A, maintien ou descente sont conditionnés à l'octroi des licences concernées.

| Rang | Équipe               | Pts | J  | G | N | P | Bp | Bc | Diff |
| ---- | -------------------- | --- | -- | - | - | - | -- | -- | ---- |
| 1    | R. Antwerp FC        | 29  | 14 | 8 | 5 | 1 | 21 | 11 | +10  |
| 2    | K. Lierse SK         | 27  | 14 | 7 | 6 | 1 | 25 | 11 | +14  |
| 3    | Cercle Brugge K.SV   | 21  | 14 | 6 | 3 | 5 | 14 | 13 | +1   |
| 4    | K. SV Roeselare      | 20  | 14 | 5 | 5 | 4 | 18 | 17 | +1   |
| 5    | AFC Tubize           | 17  | 14 | 5 | 2 | 7 | 19 | 24 | -5   |
| 6    | R. Union St-Gilloise | 17  | 14 | 4 | 5 | 5 | 12 | 12 | 0    |
| 7    | OH Leuven            | 15  | 14 | 4 | 3 | 7 | 15 | 22 | -7   |
| 8    | Lommel United        | 5   | 14 | 0 | 5 | 9 | 11 | 25 | -14  |

##### Résultats des matchs de la Période 2
| Résultats (▼dom., ►ext.)                                   | ANT | CSB | OHL | LIE | LOM | ROE | USG | TUB |
| R. Antwerp FC                                              |     | 0-0 | 2-0 | 0-2 | 1-0 | 1-0 | 2-0 | 1-1 |
| Cercle Brugge K.SV                                         | 0-1 |     | 1-0 | 0-1 | 1-0 | 2-2 | 0-1 | 2-1 |
| OH Leuven                                                  | 0-0 | 1-0 |     | 2-3 | 2-1 | 1-2 | 2-1 | 1-3 |
| K. Lierse SK                                               | 2-2 | 1-1 | 1-1 |     | 5-1 | 1-1 | 1-0 | 3-0 |
| Lommel United                                              | 2-4 | 0-1 | 2-2 | 1-1 |     | 1-1 | 0-0 | 1-2 |
| K. SV Roeselare                                            | 1-2 | 3-1 | 2-1 | 2-1 | 2-1 |     | 0-1 | 1-1 |
| R. Union St-Gilloise                                       | 1-1 | 1-2 | 4-0 | 0-0 | 1-1 | 0-0 |     | 2-0 |
| AFC Tubize                                                 | 2-4 | 1-3 | 0-2 | 0-3 | 2-0 | 3-1 | 3-0 |     |
| - Victoire à domicile - Match nul - Victoire à l'extérieur |     |     |     |     |     |     |     |     |

##### Résume Phase 2
Le Lierse (6) débute par deux victoires puis s'incline à Roulers (2-1). À ce moment trois formations compte 5 unités: l'Antwerp, OH Louvain et Roulers. Le Cercle de Bruges et Tubize ont 4 points.
Après quatre journées de la « Phase 2 », cinq formations se tiennent sur deux points. OH Leuven (8) mène "à la différence de buts" devant Roulers (8). Le Lierse et le Cercle Bruges (7) et l'Antwerp (6) suivent de près.
Lors de la journée no 5, Le SV Roulers (11) gagne à Louvain et reprend la tête du classement de la "Phaae 2". Les Flandriens sont suivis par le Lierse (10), victorieux au CS Bruges (0-1). L'Antwerp (7) perd encore du terrain en étant accroché par Tubize (1-1).
À l'occasion de la dernière journée de l'année 2016, Roulers (14) bat le CS Bruges (3-1) et conforte sa première place car le Lierse (11) et Louvain (9) se neutralisent (1-1). L'Antwerp (10) en profite pour se hisser sur le podium.
Lors de la reprise en janvier 2017, Roulers marque le pas ("1 sur 9") avec des revers à l'Antwerp (1-0) et à domicile devant l'Union (0-1) séparés d'un nul ("1-1") à Lommel. C'est l'Antwerp (19) qui en profite pour s'installer en tête de la période, devant le Lierse (16) et Roulers (15). Tubize (14) s'est joliment replacé avant de recevoir le leader.
À trois journées de la fin de la "période 2", ils ne sont plus que quatre à en pouvoir mathématiquement remporter cette tranche: l'Antwerp (23), le Lierse (22) Roulers (19) et le Cercle de Bruges (15).
Le 11 février 2017, le Lierse remporte la rencontre au sommet (0-2) au Bosuil et prend deux points d'avance sur l'Antwerp. Par ailleurs, l'Union St-Gilloise continue d'espérer terminer dans le "Top 4" (et donc d'avoir la possibilité de disputer les "PO 2" avec l'élite) après sa victoire au Cercle de Bruges (0-*1).
Première information, Roulers ne pouvant gagner les deux périodes, on aura droit à une "première finale de D1B".
À la faveur des résultats de l'avant dernière journée, on doit attendre l'épilogue pour connaître les décisions. Le Lierse, tenu en échec (1-1) à Lommel, est rejoint au nombre de points par l'Antwerp, victorieux (1-2) à Roulers. Les "Pallieters" gardent l'avantage à la différence de buts (+5) mais terminent sur un partage (1-1) contre Roulers. Le "Great Old anversois" gagne de justesse (1-0) contre Lommel été remporte la "Période 2"
Victorieuse (2-0) de Tubize, l'Union St-Gilloise se hisse au 4e rang avec un points de mieux que son rival du jour. Les "Apaches" saint-gillois boucle leur championnat à Louvain et s'y inclinent (2-1). Mais pendant le même temps, Tubize est battu à domicile (1-3) par le Cercle de Bruges. L'Union termine 4e et gagne le droit de participer aux PO2 de la Division 1A (Jupiler League).

### Classement général (Période 1 + Période 2)
- Remarque: Montée en D1A, maintien ou descente sont conditionnés à l'octroi des licences concernées.

Légendes et abréviations
- Champion de D1B et promu en D1A
- clubs ayant le droit de participer au "Play-off 2" de la D1A/Jupiler League
- clubs devant le "Play-off 3" pour le maintien

 : Relégué de D1 en fin de saison 2015-2016
- Dernière mise à jour: le 27/02/2017 à 19h20.
- Particularité de la nouvelle formule, le club (Lierse) ayant engrangé le plus de points se retrouve les "mains vides" et n'est pas promu, au profit des deux cercles ayant gagné une "période" !

| Rang | Équipe               | Pts | J  | G  | N  | P  | Bp | Bc | Diff |
| ---- | -------------------- | --- | -- | -- | -- | -- | -- | -- | ---- |
| 1    | K. Lierse SK         | 55  | 28 | 15 | 10 | 3  | 51 | 25 | +26  |
| 2    | K. SV Roeselare      | 50  | 28 | 14 | 8  | 6  | 42 | 32 | +10  |
| 3    | R. Antwerp FC        | 49  | 28 | 13 | 10 | 5  | 40 | 26 | +14  |
| 4    | R. Union St-Gilloise | 35  | 28 | 9  | 8  | 11 | 34 | 34 | 0    |
| 5    | AFC Tubize           | 34  | 28 | 10 | 4  | 14 | 42 | 53 | -11  |
| 6    | Cercle Brugge K.SV   | 33  | 28 | 9  | 6  | 13 | 32 | 40 | -8   |
| 7    | OH Leuven            | 30  | 28 | 7  | 9  | 12 | 33 | 43 | -10  |
| 8    | Lommel United        | 18  | 28 | 3  | 9  | 16 | 31 | 52 | -21  |

## Finale
Deux clubs différents ont remporté chacun une des deux "périodes", ils s'affrontent en matchs aller/retour. La rencontre "aller" se déroule sur terrain de l'équipe la moins bien classée au classement général (Période 1  + Période 2).
Le vainqueur de cette finale est décrété champion de Division 1B et promu en Division 1A.
Vainqueur de la "Phase 1", le K. SV Roeselare est assuré de prendre part à cette finale contre le vainqueur de la "Phase 2", le R. Antwerp FC.
|        | Dates | Équipe 1        | Équipe 2        | Score 90 | Score Prol. | Tirs au but |
| Aller  | date  | R. Antwerp FC   | K. SV Roeselare | 3-1      |             |             |
| Retour | date  | K. SV Roeselare | R. Antwerp FC   | 1-2      |             |             |

- Rappel: durant les deux périodes de la phase classique, l'Antwerp s'était imposé à trois reprises, pour un succès à Roulers.

Le Royal Antwerp Football Club gagne le droit de monter en "Division 1 A" pour la saison suivante. Le matricule 1 du football belge avait quitté l'élite 13 saisons plus tôt. Ce sera la 97e saison de Great Old anversois dans la plus haute division belge (Record: R. Standard de Liège 98 saisons cette saison).
Le mercredi 12 avril 2017, la Commission des Licences de l'URBSFA refuse d'accorder les licences "D1A" et "D1B" à l'Antwerp. Cette décision implique un renvoi en "Division 1 Amateur" pour le cercle promu ! Le matricule 1 se pourvoit évidemment en appel devant la CBAS. Après audience, le mardi 2 mai 2017, l'Antwerp reçoit le "feu vert" de la Cour d'arbitrage et peut donc monter en "Jupiler League".

## Play-off 3
Légendes et abréviations
- club relégué en D1 Amateur

### Classement Play-off 3
Les équipes concernées entament ce Play-off 3 avec 50 % des points acquis au classement général final. Si nécessaire, on arrondit à l'unité supérieure afin d'obtenir un nombre entier. À l'issue de 6 journées, le dernier classé descend en D1 Amateur si un club de cette division est en ordre de licence pour la D1A et classé en ordre utile.
- Dernière mise à jour: 29/04/2017 à 09:00

| Rang | Équipe              | Pts | J | G | N | P | Bp | Bc | Diff |
| ---- | ------------------- | --- | - | - | - | - | -- | -- | ---- |
| 1    | AFC Tubize          | 24  | 6 | 1 | 4 | 1 | 6  | 6  | 0    |
| 2    | Oud-Heverlee Leuven | 23  | 6 | 1 | 3 | 2 | 4  | 4  | 0    |
| 3    | Cercle Brugge K. SV | 23  | 6 | 1 | 3 | 2 | 4  | 9  | -5   |
| 4    | K. Lommel United    | 19  | 6 | 3 | 1 | 2 | 9  | 4  | +5   |

- Le Cercle de Bruges a bénéficié d'un demi-point de bonus pour arrondir au nombre entier supérieur (33 divise par 2 = 16,5)

#### Résultats des matchs du Play-off 3
| Résultats (▼dom., ►ext.)                                   | BRU | OHL | LOM | TUB |
| Cercle Brugge K. SV                                        |     | 0-0 | 0-5 | 1-1 |
| Oud-Heverlee Leuven                                        | 1-0 |     | 1-0 | 1-1 |
| K. Lommel United                                           | 0-1 | 2-1 |     | 2-1 |
| AFC Tubize                                                 | 2-2 | 1-0 | 0-0 |     |
| - Victoire à domicile - Match nul - Victoire à l'extérieur |     |     |     |     |

##### Résumé Play-Offs 3
Cette compétition d'apparence sans intérêt est relancée après les deux premières journées. Virtuellement condamné par tous les observateurs, Lommel est la seule formation à s'imposer, pour deux partages à Tubize et un au Cercle de Bruges et à OH Louvain. Le 6 sur 6 des Limbourgeois regroupent les quatre équipes en quatre points.
Lors de la 3e journée, OH Louvain bat (1-0) le Cercle de Bruges qui n'a plus que deux points d'avance sur Lommel.
Lors de la 4e journée, Lommel bat l'AFC Tubize (2-1) tandis que le Cercle de Bruges et OH Louvain partage l'enjeu ce qui regroupe les quatre équipes en un point et place pour la première fois Lommel en position de non relégable.
Lors de la 5e journée, AFC Tubize et le Cercle de Bruges gagnent respectivement 1-0 contre l'un à domicile contre OH Louvain et l'autre dans l'antre de Lommel.
Lors de la 6e journée, Lommel n'a pas su garantir son maintien à OH Louvain (battu 0-1). Il jouera la saison prochaine en D1 Amateur.
A noter que le refus de licence pour Mouscron (15e et sauvé en D1A), aurait pu rendre ce tour final inutile et induire le maintien du dernier classé (Article 1532, point 1 alinéa 12 du Règlement URBSFA). Mais le cercle hennuyer a obtenu gain de cause devant la CBAS,. 

## Résumé de la saison
- Champion:  1er titre en Division 1B (2e titre au 2e niveau)
  - En raison du nouveau règlement, l'Antwerp est considéré comme "champion" bien que ce soit le Lierse qui ait totalisé le plus de points.
- Premier titre de Division 1B (Vingt-neuvième titre au 2e niveau) pour la Province d'Anvers

| Région flamande (5)             | Région flamande (5) | Province de Brabant (3)      | Province de Brabant (3) | Région wallonne (0)    | Région wallonne (0) |
| ------------------------------- | ------------------- | ---------------------------- | ----------------------- | ---------------------- | ------------------- |
| Province d'Anvers               | 2                   | Région de Bruxelles-Capitale | 1                       | Province de Hainaut    | 0                   |
| Province de Flandre-Occidentale | 2                   | Province du Brabant flamand  | 1                       | Province de Liège      | 0                   |
| Province de Flandre-Orientale   | 0                   | Province du Brabant wallon   | 1                       | Province de Luxembourg | 0                   |
| Province de Limbourg            | 1                   |                              |                         | Province de Namur      | 0                   |

1. ↑  Au niveau footballistique, la province de Brabant est toujours unitaire malgré sa partition territoriale en 1995.

### Promu en D1A (Jupiler Pro League)
- R. Antwerp FC

### Relégué de D1 A (Jupiler Pro League)
- K. VC Westerlo

### Relégué en D1 Amateur
- K. Lommel United

## Changement d'appellation
Le 1er juillet 2017, le K. Lommel United change son appellation et devient Lommel Sport Kring ou Lommel SK.